# Liste der Stolpersteine in Bad Segeberg
Die Liste der Stolpersteine in Bad Segeberg enthält alle Stolpersteine, die im Rahmen des gleichnamigen Projekts von Gunter Demnig in Bad Segeberg verlegt wurden. Mit ihnen soll an Opfer des Nationalsozialismus erinnert werden, die in Bad Segeberg lebten und wirkten.

## Liste der Stolpersteine
Die Tabelle ist teilweise sortierbar; die Grundsortierung erfolgt alphabetisch nach dem Familiennamen des Opfers. Die Verlegedaten finden sich in einem eigenen Absatz unterhalb der Liste.
| Stolperstein | Inschrift | Standort              | Name, Leben                  |
| ------------ | --- | --------------------- | ---------------------------- |
|              | HIER WOHNTE MELANIE ANNUSCHAT JG. 1897 GEDEMÜTIGT / ENTRECHTET FLUCHT IN DEN TOD 14.11.1933                                                       | Lübecker Straße 9 ·   | Melanie Annuschat            |
|              | HIER WOHNTE UND ARBEITETE LEOPOLD BORNSTEIN JG. 1873 MUSSTE 1934 HEIMATORT VERLASSEN FLUCHT DÄNEMARK DEPORTIERT 1942 THERESIENSTADT TOT 8.11.1942 | Lübecker Straße 2 ·   | Leopold Bornstein            |
|              | HIER ARBEITETE FRIEDA EPSTEIN GEB. DACHAUER JG. 1899 DEPORTIERT 1943 AUSCHWITZ ERMORDET                                                           | Bismarckallee 5 ·     | Frieda Epstein geb. Dachauer |
|              | HIER WOHNTE ADOLF GOLDSTEIN JG. 1912 ZWANGSARBEIT 1945 ZERBST ÜBERLEBT                                                                            | Große Seestraße 2 ·   | Adolf Goldstein              |
|              | HIER WOHNTE EMIL GOLDSTEIN JG. 1914 ZWANGSARBEIT 1944 WEDEL HAMBURG ÜBERLEBT                                                                      | Große Seestraße 2 ·   | Adolf Goldstein              |
|              | HIER WOHNTE CÄCILI HEILBRONN JG. 1868 DEPORTIERT 1942 THERESIENSTADT ERMORDET 6.7.1942                                                            | Hamburger Straße 9 ·  | Cäcilie Heilbronn            |
|              | HIER ARBEITETE GERTRUD KATZENSTEIN JG. 1866 DEPORTIERT 1942 THERESIENSTADT TOT 2.9.1942                                                           | Bismarckallee 5 ·     | Gertrud Katzenstein          |
|              | HIER WOHNTE FRIEDERIKE LEVY GEB. FRANK JG. 1861 GEDEMÜTIGT / ENTRECHTET FLUCHT IN DEN TOD 14.11.1933                                              | Hamburger Straße 13 · | Friederike Levy geb. Frank   |
|              | HIER WOHNTE EMIL SELIG JG. 1875 GEDEMÜTIGT / ENTRECHTET FLUCHT IN DEN TOD 19.5.1934                                                               | Klosterkamp 6 ·       | Emil Selig geb. Frank        |
|              | HIER WOHNTE DINA STEINHOF GEB. KLEVE JG. 1872 FLUCHT 1933 ÖSTERREICH UNGARN ERMORDET 1942 IN EINEM KZ                                             | Lübecker Straße 12 ·  | Dina Steinhof                |
|              | HIER WOHNTE MORITZ STEINHOF JG. 1874 FLUCHT 1933 ÖSTERREICH UNGARN ERMORDET 1942 IN EINEM KZ                                                      | Lübecker Straße 12 ·  | Moritz Steinhof              |
|              | HIER WOHNTE PAULA STEINHOF JG. 1904 FLUCHT 1933 ÖSTERREICH UNGARN ERMORDET 1942 IN EINEM KZ                                                       | Lübecker Straße 12 ·  | Paula Steinhof               |
|              | HIER WOHNTE SELMA STEINHOF JG. 1902 FLUCHT 1933 ÖSTERREICH UNGARN ERMORDET 1942 IN EINEM KZ                                                       | Lübecker Straße 12 ·  | Selma Steinhof               |

## Verlegedaten
Die Stolpersteine von Bad Segeberg wurden an folgenden Tagen verlegt:
- 29. Juli 2009: Bismarckallee 5, Lübecker Straße 2 und 9
- 20. April 2010: Lübecker Straße 12
- 22. Februar 2011: Hamburger Straße 13 (Cäcilie Heilbronn)
- 17. Mai 2011: Hamburger Straße 13 (Friederike Levy)